# Nowa Cerekwia (przystanek kolejowy)
Nowa Cerekwia – nieczynny przystanek kolejowy w Nowej Cerekwi, w województwie opolskim, w Polsce.